# This Is Why (canção)
"This Is Why" é uma canção da banda de rock estadunidense Paramore, lançada em 28 de setembro de 2022 como o primeiro single do seu sexto álbum de estúdio This Is Why. Foi composta por Hayley Williams e Taylor York, enquanto foi produzida por Carlos de la Garza. A canção é acompanhada de um vídeo musical, lançado no mesmo dia.

## Antecedentes
"This Is Why" foi a última canção composta para o álbum, no momento em que Williams estava "cansada de compor", embora o guitarrista Taylor York tenha convencido Williams e o baterista Zac Farro a trabalhar numa "última ideia". Williams afirmou que "resumia a infinidade de emoções ridículas, a montanha-russa de estar vivo em 2022, tendo sobrevivido apenas nos últimos três ou quatro anos" e pensou que, após a pandemia de COVID-19 e "a destruição iminente de um planeta moribundo", "que os humanos teriam achado dentro de si mesmos serem mais gentis ou mais empáticos ou algo assim."

## Composição
"This Is Why" é descrita como uma canção de gêneros funk, indie pop, pós-punk, pop-punk, dance-punk, rock alternativo, soul, e dance. É a primeira faixa-título da banda.

## Análisa da crítica
| Críticas profissionais | Críticas profissionais |
| Avaliações da crítica  | Avaliações da crítica  |
| Fonte                  | Avaliação              |
| ---------------------- | ---------------------- |
| NME                    | [ 8 ]                  |

Quinn Moreland da Pitchfork escreveu que a faixa "baseia-se no pop funk que dominou o After Laughter em 2017, mas muda do brilhantismo de seu antecessor para algo mais turvo e vagamente ameaçador" e chamou o refrão de "irritante" com instrumentação de marimbas criando uma "ponte de suspense" enquanto "a canção segue, em última análise, nunca saindo de sua paranóia inicial". Ali Shutler da NME descreveu-o como um "forte escolha a dedo e desafiador para seus odiadores" e uma "declaração vertiginosa de seu propósito" com uma "urgência recém-descoberta para a música de início de festa que leva influência de seus dias angustiados como pop-punkers desconexos". Steffanee Wang da Nylon chamou a faixa de um "hino desiludido" bem como "explosivo", e comentou que "sonoramente se encaixa no espaço entre o pop-punk antigo [da banda] e o som contemporâneo eletrônico do After Laughter de 2017".

### Condecorações
| Publicação  | Prêmio                         | Pos. | Ref.   |
| ----------- | ------------------------------ | ---- | ------ |
| Consequence | Top 50 Canções de 2022         | 1    | [ 11 ] |
| NME         | As 50 Melhores Canções de 2022 | 2    | [ 12 ] |
| Nylon       | Canções Favoritas de 2022      | –    | [ 13 ] |
| BBC Radio 1 | Maior Gravação do Ano 2022     | 1    | [ 14 ] |

## Vídeo musical
O vídeo musical foi lançado no mesmo dia da canção e foi dirigido por Brendan Yates da banda de punk estadunidense Turnstile, e filmado em Malibu, Califórnia. Ele retrata a banda se apresentando e "brincando no deserto de Malibu, em meio à grama, contra o céu azul e [...] nos interiores simples de uma casa".

## Créditos
- Hayley Williams – vocais, vocais de apoio, percussão, piano, composição
- Taylor York – vocais de apoio, glockenspiel, guitarra, teclado, programação, vibrafone, composição
- Zac Farro – vocais de apoio, bateria, glockenspiel, teclado, percussão, programação, vibrafone, composição
- Carlos de la Garza – produção, vocais de apoio
- Brian Robert Jones – baixo
- Henry Solomon – clarinete baixo, clarinete, flauta
- Phil Danyew – glockenspiel, teclado, programação
- Em Mancini – masterização
- Manny Marroquin – mixagem
- Harriet Tam – engenheiro
- Kyle McAulay – assistende de engenharia
- Patrick Kehrier – assistende de engenharia
- Scott Moore – assistende de engenharia
- Joey Mullen – técnico de bateria
- Erik Bailey – técnico de guitarra
- Joanne Almeida – técnico de guitarra

## Desempenho nas tabelas musicais
| Tabela (2022)                                           | Melhor posição |
| ------------------------------------------------------- | -------------- |
| Alemanha Rock Airplay (Official German Charts)          | 9              |
| Canadá Rock (Billboard)                                 | 25             |
| Estados Unidos (Bubbling Under Hot 100 Singles)         | 8              |
| Estados Unidos (Billboard Hot Rock & Alternative Songs) | 15             |
| Estados Unidos (Billboard Rock Airplay)                 | 3              |
| Estados Unidos (Billboard Alternative Airplay)          | 1              |
| Irlanda (IRMA)                                          | 90             |
| Nova Zelândia Hot Singles (RMNZ)                        | 8              |
| Reino Unido (OCC)                                       | 61             |

## Histórico de lançamentos
| Região         | Data                   | Formato(s)                 | Gravadora | Ref.   |
| -------------- | ---------------------- | -------------------------- | --------- | ------ |
| Vários         | 28 de setembro de 2022 | Download digital streaming | Atlantic  | [ 1 ]  |
| Estados Unidos | 4 de outubro de 2022   | Alternative radio          | Atlantic  | [ 24 ] |
| Estados Unidos | 7 de novembro de 2022  | Adult alternative radio    | Atlantic  | [ 25 ] |